# Кривје Лакур
Кривје Лакур (фр. Cruviers-Lascours) насеље је и општина у јужној Француској у региону Лангдок-Русијон, у департману Гар која припада префектури Алес.
По подацима из 2011. године у општини је живело 655 становника, а густина насељености је износила 118,66 становника/km². Општина се простире на површини од 5,52 km². Налази се на средњој надморској висини од 82 метара (максималној 171 m, а минималној 74 m).

## Демографија
| 1962. | 1968. | 1975. | 1982. | 1990. | 1999. | 2011. |
| ----- | ----- | ----- | ----- | ----- | ----- | ----- |
| 269   | 280   | 300   | 353   | 443   | 444   | 655   |

График промене броја становника у току последњих година